# Karakatschan
Der Karakatschan, auch als Bulgarischer Hirtenhund bezeichnet, ist eine nicht von der FCI anerkannte Hunderasse aus Bulgarien. Der im Juni 1991 erstmals veröffentlichte Rassestandard wurde 2005 vom bulgarischen Ministerium für Landwirtschaft und Ernährung angenommen. Die Rasse ist nach den Karakatschanen benannt, einer griechischsprachigen ursprünglich nomadischen Volksgruppe. Der in Bulgarien erstellte Standard für die Hunderasse beschreibt die namensgebende ethnische Gruppe als nomadisierende Hirten thrakischer Abstammung. Die Hunde werden als Herdenschutzhunde eingesetzt, um auch ohne menschliches Zutun die Herde zu bewachen und vor Angreifern zu schützen, ebenso als Wachhund für die Bewachung von Anwesen und Höfen.

## Beschreibung
Der Karakatschan ist eine Hirtenhundrasse mit besonders ausgeprägtem Schutzverhalten für sein eigenes „Rudel“. Die Hunderasse wurde benannt nach einer griechischsprachigen Bevölkerungsgruppe, den Karakatschanen. Die Hirten dieser ursprünglich nomadischen Ethnie spielten eine besondere Rolle bei der Entwicklung dieser Hunde. Die Karakatschan-Hunde waren gegen Ende des 20. Jahrhunderts fast ausgestorben, da sie als Herdenschutzhunde nicht mehr gebraucht wurden, denn mit Verstaatlichung der Schafzucht in Bulgarien bestand kein Bedarf mehr an den Tieren.
Karakatschans schützen die Herde vor allen Eindringlingen, die zu nah an „ihre“ Herdentiere herankommen. Bereits die Welpen wachsen traditionell in engem Kontakt zur Herde auf und erlernen das Verhalten von den älteren Hunden.
Auch im Aussehen ist der Karakatschan ein typischer Hirtenhund mit einer Schulterhöhe 60–75 cm und einem Gewicht 35–55 kg. Das Fell ist wetterfest, lang, in den Farben schwarz-weiß bis braun. Der Kopf ist massig mit kleinen, dreieckigen hängenden Ohren.

## Verhalten
Der Karakatschan wird im Rassestandard als mutig und intelligent beschrieben. Er soll sich Fremden gegenüber misstrauisch verhalten und sich unabhängig zeigen.
Karakatschans werden aggressiv, wenn sie ihre Herde verteidigen. Versucht ein Fremder, ein Tier der Herde zu fangen, könnte er schwerer Aggression begegnen. Die Hunde zeigen sich jedoch neutral gegenüber Menschen, wenn die Herde beispielsweise durch ein Dorf getrieben wird. Konflikte mit Menschen bei der Bewachung der Herden treten praktisch nicht auf, wozu auch die Tatsache beiträgt, dass Menschen in der Region, in der die Hunde als Herdenschutzhunde eingesetzt werden, deren Verhalten kennen und Konflikte vermeiden.

## Kostenlose Weitergabe der Karakatschans an Hirten
Die Balkani Wildlife Society hat landesweit überlebende Tiere gesammelt und züchtet jetzt Karakatschans, um sie kostenlos an Hirten abzugeben. So soll die verbreitete ablehnende Haltung gegen Raubtiere in Bulgarien einer Akzeptanz weichen.
Mit der zunehmenden Verbreitung von wildlebenden Bären und Wölfen durch Auswilderung oder Wiederansiedlung nimmt nämlich die Zahl der gerissenen Herdentiere wieder zu und deshalb brauchen die Schafhirten Schutz für ihre Herden. Der Verlust an Haustieren durch Beutegreifer führt häufig zu Feindseligkeit in der Bevölkerung gegen die ausgewilderten Tiere. Mit der Verbreitung der Karakatschans soll erreicht werden, diese Tendenz zu stoppen.